# تيري أندرسون
تيري أندرسون (بالإنجليزية: Terry A. Anderson)‏، ( 27 أكتوبر 1947- 21 أبريل 2024) هو صحفي أمريكي، كان مراسلًا لوكالة أنباء أسوشيتد برس، وتعرض سنة 1985 للاحتجاز على يد حزب الله، وظل رهينة لدى الحزب حتى سنة 1991. خاض انتخابات مجلس الشيوخ الأمريكي عن ولاية أوهايو سنة 2004، لكنه لم يوفق فيها.

## الوفاة
توفي تيري أندرسون في 21 أبريل 2024 عن عمر ناهز السادسة والسبعين.